# Gephyromantis ranjomavo
Gephyromantis ranjomavo is een kikker uit de familie gouden kikkers (Mantellidae). De soort werd voor het eerst wetenschappelijk beschreven door Frank Glaw en Miguel Vences in 2011. De soort behoort tot het geslacht Gephyromantis.

## Leefgebied
De kikker is endemisch in Madagaskar. De soort komt voor in nationaal park Marojejy in het noordoosten van het eiland en leeft op een hoogte van rond de 1326 meter boven zeeniveau.